# Аппий Клавдий Пульхр (консул 185 года до н. э.)
А́ппий Клавдий Пульхр (лат. Appius Claudius Pulcher; III—II века до н. э.) — римский военачальник и политический деятель из патрицианского рода Клавдиев, консул 185 года до н. э. Участник Второй Македонской войны и двух дипломатических миссий в Грецию.

## Происхождение
Аппий Клавдий принадлежал к одному из самых знатных и влиятельных патрицианских родов Рима, имевшему сабинское происхождение. Первым носителем когномена Пульхр («Красивый») стал дед Аппия Клавдия Публий, один из сыновей Аппия Клавдия Цека и консул 249 года до н. э. Аппий был старшим сыном консула 212 года до н. э. того же имени. Его младшие братья Публий и Гай занимали консульскую должность в 184 и 177 годах до н. э. соответственно.

## Биография
Первое упоминание об Аппии Клавдии относится к 195 году до н. э. В качестве легата в армии проконсула Тита Квинкция Фламинина, действовавшей на Балканах, Пульхр участвовал в войне с тираном Спарты Набисом; в частности, в большом сражении при Селассии он командовал конницей и легковооружёнными.
Когда началась война с Антиохом III и Этолийским союзом (192 год до н. э.), Аппий Клавдий по-прежнему находился на Балканах. Зимой 192/91 годов пропретор Марк Бебий Тамфил направил его на защиту города Лариса в Фессалии. Пульхру удалось заставить противника принять его небольшой отряд за основные силы римлян и македонян, из-за чего Антиох и этолийцы отступили без боя, а в Ларису был введён римский гарнизон.
Следующей ступенью в карьере Аппия Клавдия стала претура. Тит Ливий относит её к 187 году до н. э., сообщая, что по результатам жеребьёвки Пульхр управлял Тарентом; но исследователи уверены, что римский историк спутал Аппия с его братом Публием. Поледний был претором в 187 году, а первый — годом ранее и в этом качестве рассматривал тяжбы между римскими гражданами и иностранцами.
В 185 году до н. э. Пульхр получил консулат, совместный с плебеем Марком Семпронием Тудитаном. Коллеги вели войну в Лигурии: Тудитан против племени апуанов, а Пульхр — против ингаунов. Аппий «захватил шесть их городов и много тысяч их жителей, а зачинщиков войны, числом сорок три, обезглавил». В конце года он вернулся в Рим, чтобы провести очередные выборы магистратов, и развернул агитацию в пользу своего брата Публия, претендовавшего на консулат. Аппий «носился, агитируя за своего брата, по всему Форуму, невзирая на протесты соперников и большей части сенаторов». Хотя от патрициев наиболее вероятным кандидатом считался Квинт Фабий Лабеон, благодаря усилиям Аппия его брат Публий «оказался избранным в консулы к удивлению для себя и вопреки общему ожиданию».
В 184 году до н. э. Пульхр возглавил посольство в Македонию и Грецию. Послы заставили царя Филиппа V отказаться от претензий на Фракию и Фессалию, потом вмешались в распри между ахейцами и Спартой на стороне последней. Предположительно он участвовал ещё в двух дипломатических миссиях на Восток: в 174 году до н. э. в Этолию и в 154 году до н. э. в Вифинию.

## Потомки
Сыном Аппия Клавдия был консул-суффект 130 года до н. э. того же имени.